# Cantone di Louhans
Il Cantone di Louhans è una divisione amministrativa dell'arrondissement di Louhans.
A seguito della riforma approvata con decreto del 18 febbraio 2014, che ha avuto attuazione dopo le elezioni dipartimentali del 2015, è passato da 9 a 20 comuni.

## Composizione
I 9 comuni facenti parte prima della riforma del 2014 erano:
- Branges
- Bruailles
- La Chapelle-Naude
- Louhans
- Montagny-près-Louhans
- Ratte
- Saint-Usuge
- Sornay
- Vincelles

Dal 2015 i comuni appartenenti al cantone sono i seguenti 20:
- Branges
- Bruailles
- La Chapelle-Naude
- Le Fay
- Juif
- Louhans
- Montagny-près-Louhans
- Montcony
- Montret
- Ratte
- Sagy
- Saint-André-en-Bresse
- Saint-Étienne-en-Bresse
- Saint-Martin-du-Mont
- Saint-Usuge
- Saint-Vincent-en-Bresse
- Simard
- Sornay
- Vérissey
- Vincelles